# Ninigret
Ninigret (c. 1610 – 1677) est un sachem des Niantics, peuple amérindien de Nouvelle-Angleterre, à l'époque de la colonisation anglaise. En 1637, il s'allie aux colons anglais et aux Narragansetts contre les Pequots.